# Der Ring an einem Abend
Der Ring an einem Abend (auch Der Ring an 1 Abend) ist eine konzertante Aufführung mit Auszügen aus dem vierteiligen Opernzyklus Der Ring des Nibelungen von Richard Wagner und Zwischentexten von Loriot. Diese Texte sind zwar humoristisch gestaltet, im Vordergrund steht aber die ernsthafte Erläuterung des Inhalts der Opern. Die Uraufführung fand 1992 in Mannheim statt. Das Werk wurde seitdem mehrfach inszeniert und erschien auch auf CD.

## Inhalt und Stil
Loriots Texte geben einen umfassenden Überblick über die Handlung Des Rings des Nibelungen. Dabei nutzt er das humoristische Potenzial, das Wagners Opernzyklus ihm bietet. Beispiele dafür sind der Streit zwischen den Ehepartnern Wotan und Fricka sowie der Inzest von Siegmund und Sieglinde. An mehreren Stellen ergänzt er auch Informationen, die in den Opern eigentlich fehlen, aber das Verständnis des Werks erleichtern. So muss laut Loriot Wotan zwischen den beiden Opern Das Rheingold und Die Walküre angesichts seiner neun Töchter „in Hochform“ gewesen sein. Fafners Wandlung vom Riesen zum Drachen erklärt Loriot damit, dass sein immenses Kapital ihn stark verändert habe.
Durch Verweise auf die Gegenwart und die Verwendung zeitgenössischen Vokabulars stellt Loriot Bezüge zur Lebenswelt des Opernpublikums her. So beschreibt er Fafner und Fasolt als „Bauunternehmer mit Schuhgröße 58“, Walhall als „aufwendigen Familiensitz“ und die Inzahlunggabe von Freia für dessen Bau als eine „Regelung, die auch in dem harten Geschäftsleben unserer Tage eher zu den Ausnahmen gehört.“
Mehrfach durchbricht Loriot auch die Grenzen zwischen dem Werk und seiner Entstehung. Beispielsweise kommt er zu dem Schluss, dass man sich drei weitere aufwendige Opern hätte sparen können, wenn die Rheintöchter zu Beginn des Rheingolds gegenüber Alberich etwas entgegenkommender gewesen wären. Auch mit modernen Operninszenierungen setzt er sich kritisch auseinander, wenn er erklärt, dass die Jagdgesellschaft nur dann im Walde lagere, „falls das ein zeitgenössischer Bühnenbildner zuläßt.“

## Aufführung und Veröffentlichung
Loriot äußerte die Idee für den Ring an einem Abend bereits Anfang der 1980er Jahre in einem Gespräch mit dem Dramaturgen und Intendanten Klaus Schultz. Mit ihm hatte Loriot schon mehrfach zusammengearbeitet, später spielte Schultz den Untermieter Weber in Loriots Spielfilm Ödipussi. Nachdem Schultz 1992 die Intendanz am Nationaltheater Mannheim übernommen hatte, erinnerte er sich wieder an Loriots Idee. Das Theater plante eine Inszenierung des gesamten Ring-Zyklus. Da zu der Zeit das Theater saniert wurde, war nur eine konzertante Aufführung möglich. Schultz hielt das für eine gute Gelegenheit, die Idee von Loriot zu verwirklichen. Nachdem entschieden worden war, welche Teile der Opern aufgenommen werden sollten, schrieb Loriot innerhalb von sechs Monaten seine Zusammenfassungstexte.
Seine Uraufführung erlebte Der Ring an einem Abend am 28. Oktober 1992 mit dem Ensemble des Nationaltheaters im Musensaal des Rosengartens in Mannheim. Die musikalische Leitung übernahm Jun Märkl, Loriot las seinen Text selbst. Seitdem wurde Der Ring an einem Abend mehrfach mit verschiedenen Sängern und an verschiedenen Orten aufgeführt. So bildete er beispielsweise 1995 den einzigen Programmpunkt der Operngala, die zugunsten der Deutschen AIDS-Stiftung in der Deutschen Oper Berlin veranstaltet wurde. Loriot übernahm darin erneut die Rolle des Sprechers. Später wurde Der Ring an einem Abend auch mit anderen Sprechern aufgeführt, zum Beispiel mit Jan Josef Liefers.
1993 erschien bei der Deutschen Grammophon die Doppel-CD Loriot erzählt Richard Wagners „Ring des Nibelungen“. Die musikalischen Beiträge stammen von Studioeinspielungen der Berliner Philharmoniker unter Leitung von Herbert von Karajan, die zwischen 1967 und 1970 entstanden waren. Die Aufnahme hat eine Länge von 148 Minuten, von denen etwa 34 Minuten auf Loriots Texte entfallen. Daneben veröffentlichte Loriot seine Ring-Texte in mehreren Sammelbänden.

## Einordnung und Bewertung
Loriot war seit seiner Jugend ein leidenschaftlicher Opernfreund, was sich ab den 1980er Jahren auch in seinem künstlerischen Schaffen niederschlug. So inszenierte er mit Martha (1986) und dem Freischütz (1988) zwei Opern. Zudem verfasste er ab 1987 zu verschiedenen Anlässen kurze szenische Erläuterungen von verschiedenen Opern. An deren Stil knüpft  Der Ring an einem Abend an, gibt aber im Gegensatz zu diesen einen umfassenden Überblick über den Inhalt des Opernzyklus. Ein ähnliches Projekt folgte 1999, als Loriot Zwischentexte für eine konzertante Aufführung der Operette Candide von Leonard Bernstein mit Kräften des Staatstheater am Gärtnerplatz in München verfasste. Der verantwortliche Intendant war erneut Klaus Schultz, auch diesmal waren Baumaßnahmen am Theater ein Grund für die Aufführung.
Mehrere Kommentatoren merken an, dass das Hauptaugenmerk des Wagner-Liebhabers Loriot beim Ring an einem Abend auf der Vermittlung von Wagners Werk und der Werbung dafür liege. Wie der Germanist Hans Rudolf Vaget resümiert, sorge Loriots Respekt für Wagner und seinen Ring dafür, dass komisches Potential verschenkt werde. So seien Loriots Texte „gewiss amüsant, gelegentlich auch witzig, doch eine ausgelassene, befreiende Heiterkeit kommt dabei nirgends auf.“ Demgegenüber sei die Ring-Parodie der englischsprachigen Komödiantin Anna Russell aus dem Jahr 1953, mit der Vaget Loriots Ring an einem Abend vergleicht, wegen ihrer Respektlosigkeit witzig und erfrischend.

## Tonträger und Bildtonträger
- Loriot erzählt Richard Wagners „Ring des Nibelungen“ am Beispiel der Aufnahme von Herbert von Karajan und den Berliner Philharmonikern. Deutsche Grammophon, Hamburg 1993 (2 CDs).
- Loriot und die Musik. Warner Home Video, Hamburg 2010, DVD Nr. 4.

## Textveröffentlichungen
- Sehr verehrte Damen und Herren. 5. Auflage. Diogenes, Zürich 1995, ISBN 3-257-01963-7, S. 154–180.
- Loriots Kleiner Opernführer. Diogenes, Zürich 2003, ISBN 3-257-06354-7, S. 63–94.
- Gesammelte Prosa. Diogenes, Zürich 2006, ISBN 3-257-06481-0, S. 498–519.